# Taito WoWoW
Taito WoWoW foi um protótipo de console que seria lançado em 1992 pela Taito, em parceria com a ASCII Corporation e a JSB (Japan Satellite Broadcasting). Nesta "joint venture", o plano era que a Taito providenciasse o hardware, a ASCII Corporation entraria com a tecnologia e a JSB viria com o sistema de satélites.
Se tivesse sido lançado, o Taito WoWoW teria sido o primeiro console a permitir o download de jogos. O processo de "baixar" o game seria feito utilizando justamente os satélites da JSB: o console era conectado em uma tomada telefônica para transmitir os dados para a central da companhia de TV, que, por sua vez, abria o fluxo de informações com os satélites que retornavam os pacotes dos games para o console. O projeto avançou ao ponto de ter um protótipo, exibido na Tokyo Toy Show de 1992. Foi ali que a revista Console+ obteve algumas das únicas fotos que o mundo conhece. O console seria um 16bit rodando jogos em CDs e até cartuchos. e os jogos seriam os mesmos que a Taito disponibilizava nos anos 1980 e 1990.
O console, porém, jamais foi vendido comercialmente, e apenas um jogo foi efetivamente adaptado para fins de publicidade e demonstração. O game em questão era Darius.
Apesar de o projeto ter sido cancelado meses depois, a experiência não foi desperdiçada pela Taito, que descobriu um novo negócio com o "telecommunication Karaoke" (em japonês, 通信カラオケ tsuushin karaoke), produzindo o modelo X2000 em 1992 com grande sucesso. Além disso, cinco anos depois, a Nintendo tentaria algo parecido com a aquisição parcial da rádio por satélite St. GIGA, lançando seu sistema para o Super Famicom, o Satellaview.